# KGBT+
KGBT+ — девятнадцатый роман Виктора Пелевина, который вышел 29 сентября 2022 года в издательстве «Эксмо», а также на сервисе «ЛитРес». Запланированный тираж — 80 000 экземпляров.

## Публикация
В начале августа 2022 года издательство «Эксмо» анонсировало выход новой книги. Тем не менее, некоторые из российских СМИ сообщили, что впервые за 19 лет писатель промолчит, а в среде критиков, обозревателей и читателей высказывались подозрения, что это станет ответом на военно-политическую обстановку в стране и мире. Однако позднее издательство заявило, что новая книга выйдет в свет к шестидесятилетию Пелевина.

## Описание
Согласно аннотации главный герой произведения — «вбойщик KGBT+» («вбойки» — аналог рэпа), являющийся автором классических стримов «Катастрофа» и «Летитбизм», и известен как «титан перформанса и духа». В ней отмечено, что если читатель не знаком с его именем, то для него ещё не наступила «эпоха green power», а «завоевавшее планету искусство B2B (brain-to-brain streaming)» обошло его стороной. Книга представляет собой не очередное жизнеописание звезды из мира шоу-бизнеса, а учебник успеха. Молодой исполнитель, нацеленный на победу, получает множество «мемо-советов» от великого вбойщика. KGBT+ рассказывает во всех подробностях историю того, как он создавал свои шедевры, а также разъясняет сложные факты своей биографии, включающие покушения, убийства и «почти вековую отсидку в баночной тюрьме» (которая, возможно, упоминается как отсылка в предыдущему роману писателя — «Transhumanism Inc.»), как и занят опровержением большого количества слухов, касающиеся его личной жизни. Книга начинается повестью «Дом Бахии», в которой рассказывается о, предположительно, прошлой жизни легендарного вбойщика в Бирме и Японии. Также читатели познакомятся с самобытными психотехниками древности, обращение к которым «позволит пережить нашу великую эпоху с минимальным вредом для здоровья и психики».

## Экранизация
15 сентября 2023 года было объявлено, что «Плюс студия» (продюсерский центр «Яндекса») приобрела опцион на экранизацию трилогии Виктора Пелевина: «Transhumanism Inc.», «KGBT+» и «Путешествие в Элевсин».